# X-メン (映画)
『X-メン』（エックスメン、原題: X-Men）は、マーベル・コミックのスーパーチーム「X-メン」をベースとした、2000年のアメリカのスーパーヒーロー映画。監督はブライアン・シンガー、脚本はデヴィッド・ヘイターが務め、パトリック・スチュワート、ヒュー・ジャックマン、イアン・マッケランらが出演する。映画「X-MEN」シリーズの1作目。
劇場公開時の邦題は『X-メン』 だが、DVD化の際『X-MEN』の表記に変更され、以降Blu-rayやネット配信でも後者が使用されている。

## ストーリー
突然変異の超能力者たちに対する迫害が起きる中、上院議会では「ミュータント登録法案」に関して審議を付託された小委員会が公聴会を開く。証言に立った専門家のジーン博士はより事態を悪化させる法案に対する疑問を呈するが、法案推進派のケリー上院議員はミュータントが危険だと煽る。
その場を眺めていたプロフェッサーXは旧友であるマグニートーの姿を見かけ、彼の態度に危惧を抱く。
不死のミュータントのウルヴァリンは失った記憶を求めて世界を彷徨っていたが、ある日、触れた者の力を奪う能力を持った少女・ローグと出会い、成り行きで彼女と行動を共にする事になる。直後に大男のミュータントに襲われ窮地に陥るが、そこに現れたサイクロップスとストームによって救われる。二人は「恵まれし子らの学園」と呼ばれる学校に運ばれ、ジーンによって治療を受ける。
そこは、プロフェッサーXが率いる「X-メン」によって守られたミュータント専門学校だった。そして、二人を襲ったセイバートゥースは、かつてプロフェッサーと親友であったマグニートー率いるミュータントテロ集団「ブラザーフッド」の一員であり、人類との共存を目指すプロフェッサー達は、意見が相いれない彼らと戦い続けていた。
ローグは学園に通うこととなり、ウルヴァリンは失われた記憶を取り戻す手伝いを条件に、マグニートーの目的が判明するまで学園に留まることになる。その頃、マグニートーは「ミュータント登録法案」を推し進めていたケリー上院議員を拉致し、自らの能力によって動く装置を使い、彼をミュータントへと変化させた。そして学園に潜り込んでいたミスティークの罠によって、ローグは追い出され、マグニートーに拉致されてしまう。
ケリーは命からがら逃げ出し、プロフェッサーの元へたどり着く。プロフェッサーは彼の記憶からマグニートーの目的が、ローグに自分の代わりに装置を使わせ、エリス島で行われるサミットに集まった各国首脳をミュータントへと変えることだと知る。しかし、装置には欠陥があり、ケリーは間もなく死亡してしまう。プロフェッサーは能力を増幅する装置「セレブロ」を使いローグの行方を探すが、ミスティークが密かに仕掛けていた装置によってセレブロは誤動作を起こしてしまい、そのショックにより昏睡状態に陥ってしまう。代わりにジーンが修復したセレブロを使って彼らの居場所を突き止め、ウルヴァリンを加えたX-メンの4人はマグニートーの装置が設置された「自由の女神像」へと向かう。
ウルヴァリン達は、待ち構えていたセイバートゥース、ミスティーク、トード、マグニートーを倒し、ウルヴァリンは捨て身の攻撃によって装置を破壊する。すでに息絶えていたローグだったが、ウルヴァリンの能力を吸収し無事蘇生した。
マグニートーはプラスチックの監獄に収監された。逃げ延びていたミスティークはケリー上院議員に変身して、登録法案を取り下げ、結果的に危機的状況は去った。回復したプロフェッサーは、約束通りウルヴァリンの過去にまつわると思われる、アルカリ湖にある軍事基地の場所を教える。ウルヴァリンはローグと再会の約束をし、学園を離れるのだった。

## キャスト
| 役名                                      | 俳優                           | 日本語吹替                                              | 日本語吹替                                                             |
| 役名                                      | 俳優                           | ソフト版                                                | テレビ朝日版                                                           |
| ----------------------------------------- | ------------------------------ | ------------------------------------------------------- | ---------------------------------------------------------------------- |
| チャールズ・エグゼビア（プロフェッサーX） | パトリック・スチュワート       | 大木民夫                                                | 麦人                                                                   |
| ローガン（ウルヴァリン）                  | ヒュー・ジャックマン           | 梁田清之                                                | 磯部勉                                                                 |
| スコット・サマーズ（サイクロップス）      | ジェームズ・マースデン         | 檀臣幸                                                  | 中原茂                                                                 |
| ジーン・グレイ                            | ファムケ・ヤンセン             | 日野由利加                                              | 勝生真沙子                                                             |
| オロロ・マンロー（ストーム）              | ハル・ベリー                   | 相沢恵子                                                | 深見梨加                                                               |
| マリー・ダンキャント（ローグ）            | アンナ・パキン                 | 小島幸子                                                | 樋浦茜子                                                               |
| エリック・レーンシャー（マグニートー）    | イアン・マッケラン             | 阪脩                                                    | 家弓家正                                                               |
| レイヴン・ダークホルム（ミスティーク）    | レベッカ・ローミン＝ステイモス | 幸田直子                                                | 金野恵子                                                               |
| トード                                    | レイ・パーク                   | 坂東尚樹                                                | 落合弘治                                                               |
| ボビー・ドレイク（アイスマン）            | ショーン・アシュモア           | 私市淳                                                  | 中井将貴                                                               |
| ジョン・アラダイス（パイロ）              | アレックス・バートン           |                                                         | 鳥海勝美                                                               |
| セイバートゥース                          | タイラー・メイン               | 天田益男                                                | 乃村健次                                                               |
| ケリー上院議員                            | ブルース・デイヴィソン         | 千田光男                                                | 野島昭生                                                               |
| ヘンリー・ガイリッチ                      | マシュー・シャープ             | 大川透                                                  | 水内清光                                                               |
| スチュー                                  | ケヴィン・ラシュトン           | 大川透                                                  | 星野充昭                                                               |
| デヴィッド（ローグのボーイフレンド）      | ショーン・ロバーツ             |                                                         | 鳥海勝美                                                               |
| ローグの父親                              | ジョン・ネルズ                 | 中村秀利                                                | 喜多川拓郎                                                             |
| 司会者                                    | アーロン・タガー               | 天田益男                                                | 西村知道                                                               |
| バーテンダー                              | ダグ・レノックス               |                                                         | 石住昭彦                                                               |
| トラックの運転手                          | ジョージ・ブザ                 | 長克巳                                                  | 乃村健次                                                               |
| その他声の出演                            |                                | さとうあい 一条和矢 江川大輔 浜野ゆうき 山口隆行 青木誠 | 定岡小百合 鈴木紀子 伊藤亜矢子 小暮英麻 田上由希子 村竹あおい 下山吉光 |
|                                           |                                |                                                         |                                                                        |
| 演出                                      |                                | 岩浪美和                                                | 蕨南勝之                                                               |
| 翻訳                                      |                                | 久保喜昭                                                | 日笠千晶                                                               |
| 調整                                      |                                | 菊地一之                                                | 山田太平                                                               |
| 効果                                      |                                |                                                         | リレーション                                                           |
| 制作                                      |                                | プロセンスタジオ                                        | ムービーテレビジョン                                                   |
| 初回放送                                  |                                |                                                         | 2003年5月11日 『日曜洋画劇場』 （21:00-22:54） ※本編ノーカット         |

- 本作の映像ソフト版の吹き替えではウルヴァリン、マグニートー、ストームの声優が続編『X-MEN2』以降とは異なっている。また、テレビ朝日版でプロフェッサーの声を担当した麦人は劇場公開版を担当していた大木民夫から引き継ぐ形で『LOGAN/ローガン』に、マグニートーの声を担当した家弓家正は、続編の劇場公開版を担当していた有川博の没後に役を引き継ぐ形で、『ウルヴァリン:SAMURAI』と『X-MEN:フューチャー&パスト』の劇場公開版に出演した。
- 20世紀フォックス ホーム エンターテイメント ジャパンより、上記の全2種類の吹替版を収録した4K ULTRA HD Blu-ray＋Blu-ray Discが2019年5月24日に発売された[4]。

## スタッフ
- 監督：ブライアン・シンガー
- 脚本：デヴィッド・ヘイター
- 製作総指揮：リチャード・ドナー
- 視覚効果：デジタル・ドメイン、シネサイト
- 音楽：マイケル・ケイメン

## 公開
2000年7月13日に、オーストラリアで世界で最も早く公開された。アメリカでは2000年7月14日に3025館で公開され、週末興行成績で初登場1位を記録、その後トップ10内に5週間留まった。また、アメリカ国内での興行収入は1億5千万ドルを超え、これはアメリカでの2000年公開作品中8位である。
日本では同年10月7日に日本劇場系列ほかで公開され、週末興行成績（東京都内3地区集計）で初登場1位となった。

## 評価
映画公開時は「X-メン」の実写映画として大いに期待されていたが、多くの評論家からは「物足りない」という趣旨の意見が圧倒的に多く、果ては「シンガー監督はアクションは向いていない」などと評されたこともある。続編の『X-MEN2』では、それを補うかのようにアクションが作り込まれており、本作以上の高評価を得た。
この映画の成功によって2002年に『スパイダーマン』、2003年に『デアデビル』『ハルク』が公開、マーベル映画の新しい時代の到来を告げた。